# Sauce Louie
La sauce Louie, ou sauce Louis, est une sauce à salade à base de mayonnaise, de sauce chili, d'oignons verts et de piments verts émincés. Elle est principalement utilisée pour les fruits de mer, comme le crabe (salade Crab Louie) ou les crevettes (salade Shrimp Louie),.

## Origine
L'origine de cette vinaigrette est controversée. L'Olympic Club de Seattle, The Davenport Hotel de Spokane, État de Washington, le restaurant Solari, le restaurant Bergez-Frank’s Old Poodle Dog et le St. Francis Hotel à San Francisco, et le Bohemian à Portland, Oregon en réclament tous la paternité. Dans tous les cas, elle accompagnait le crabe de Dungeness,,.
Selon The American Heritage Cookbook publié en 1964, la salade Crab Louie fut créée par le chef de l'Olympic Club de Seattle. Le plat contenait de la mayonnaise, de la sauce chili, de l'oignon vert émincé, du piment de Cayenne et de la crème fraiche épaisse.